# Aszmarai nemzetközi repülőtér
Az Aszmarai nemzetközi repülőtér (IATA: ASM, ICAO: HHAS) egy nemzetközi repülőtér Aszmarában, Eritrea fővárosában. Ez az ország elsődleges és legnagyobb repülőtere, és 2017 óta az egyetlen, amely rendszeres menetrend szerinti járatokat fogad.

## Története
A repülőteret az olasz gyarmati szervek építették 1922-ben, ez volt az első ilyen létesítmény, amelyet "Aeroporto di Gura" néven nyitottak meg Olasz Eritreában. Ez volt a régió fő katonai repülőtere. Az 1930-as évek közepén a repülőtér (amelyet kibővítettek és átneveztek "Aeroporto Civile Umberto Maddalena di Asmara"-ra) polgári és kereskedelmi járatokat indított és fogadott.
1935. július 7-én a repülőtér aláírt egy egyezményt a brit Imperial Airways légitársasággal, egy Aszmara és Kartúm közötti útvonal nyitásáról. Ezt követően egy Caproni Ca.133 típusú repülőgéppel elindították a 770 kilométeres utat Kaszala-Kartúm-Aszmara-Maszawa városok között.
Ezenkívül 1935 nyarán egy menetrend szerinti járat indult Aszmara-Aszab-Mogadishu között, egy Ala Littoria által üzemeltetett Caproni Ca.133 típusú repülőgéppel. A járat 13 órás volt és összeköttetést nyújtott Mogadishu és Olasz Eritrea között. A repülőgép maximális befogadóképessége 18 fő volt, ami akkoriban rekordnak számított.
1936-ban az Ala Littoria egy nemzetközi útvonalat hozott létre "Linea dell'Impero" néven Mogadishu-Aszmara-Kartúm-Tripoli-Róma között. Az út négy napig tartott, és a világ egyik első hosszú távú járata volt.
A második világháború alatt a repülőteret a britek majdnem elpusztították. Később, az 1950-es években felújították, és újra megnyitották, hogy járatokat indíthassanak Addisz-Abebába és más etióp városokba. Eritrea 1991-es függetlenedésével a repülőtér az új ország nemzetközi kapujává vált.
Az etióp–eritreai háború alatt Etiópia kétszer is bombázta a repülőteret. Először 1998-ban, míg másodszor 2000-ben. 2003 áprilisában, a repülőtér kifutópályáinak fejlesztését követően az Eritrean Airlines menetrend szerinti járatokat indított Aszmara és Frankfurt, Milánó, Nairobi, illetve Róma között. 2004-ben 136 526 utast szolgált ki (11,8%-os emelkedés 2003-hoz képest). 2018-ban, az Etiópiával való kapcsolatok rendezése után a repülőtér a háború óta először fogadott járatokat Addisz-Abebából.

## Szolgáltatások
A repülőtér kapacitása korlátozott a kis terminál, a rövid kifutópályája és a 2300 méteres tengerszint feletti magassága miatt. Ebből adódóan néhány nagy sugárhajtású repülőgép (például A380-as, MD–11-es vagy 747-es) nem tud a repülőtéren leszállni. Az erre nem alkalmas repülőgépeknek ehelyett az eritreai partvidéken található Maszawai nemzetközi repülőteret kellene használniuk. A Lufthansa azonban még 2012-ben is üzemeltetett Airbus A340-es repülőgépeket a Frankfurt-Dzsidda-Aszmara útvonalon.
A repülőtér egyben az eritreai légierő bázisa is.

## Légitársaságok és úti célok
| Légitársaság       | Célállomások                         |
| ------------------ | ------------------------------------ |
| Badr Airlines      | Kartúm                               |
| EgyptAir           | Kairó                                |
| Eritrean Airlines  | Addisz-Abeba, Kairó, Dzsidda, Kartúm |
| Ethiopian Airlines | Addisz-Abeba                         |
| Flydubai           | Dubaj                                |
| Tarco Aviation     | Kartúm                               |
| Turkish Airlines   | Isztambul                            |

## Fordítás
- Ez a szócikk részben vagy egészben  az   Asmara International Airport című angol Wikipédia-szócikk ezen változatának fordításán alapul.  Az eredeti cikk szerkesztőit annak laptörténete sorolja fel. Ez a jelzés csupán a megfogalmazás eredetét és a szerzői jogokat jelzi, nem szolgál a cikkben szereplő információk forrásmegjelöléseként.